# Aloe melanacantha
Aloe melanacantha är en grästrädsväxtart som beskrevs av Alwin Berger. Aloe melanacantha ingår i släktet Aloe och familjen grästrädsväxter. Inga underarter finns listade i Catalogue of Life.

## Bildgalleri

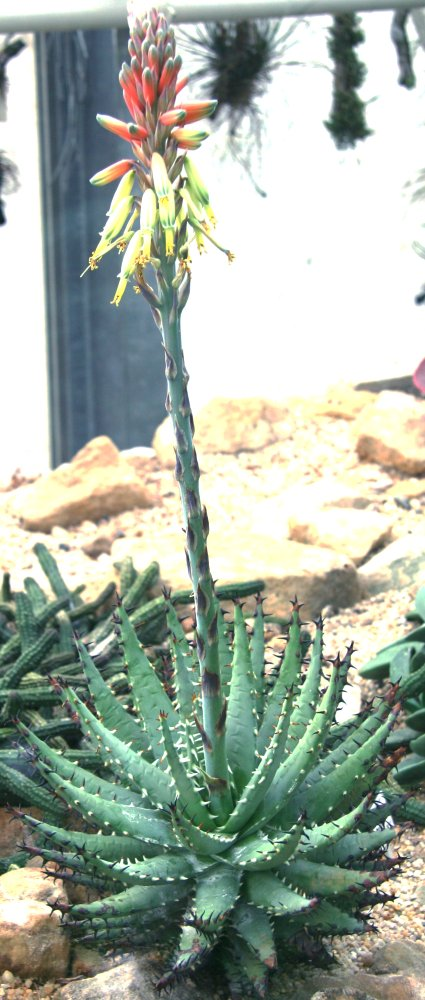
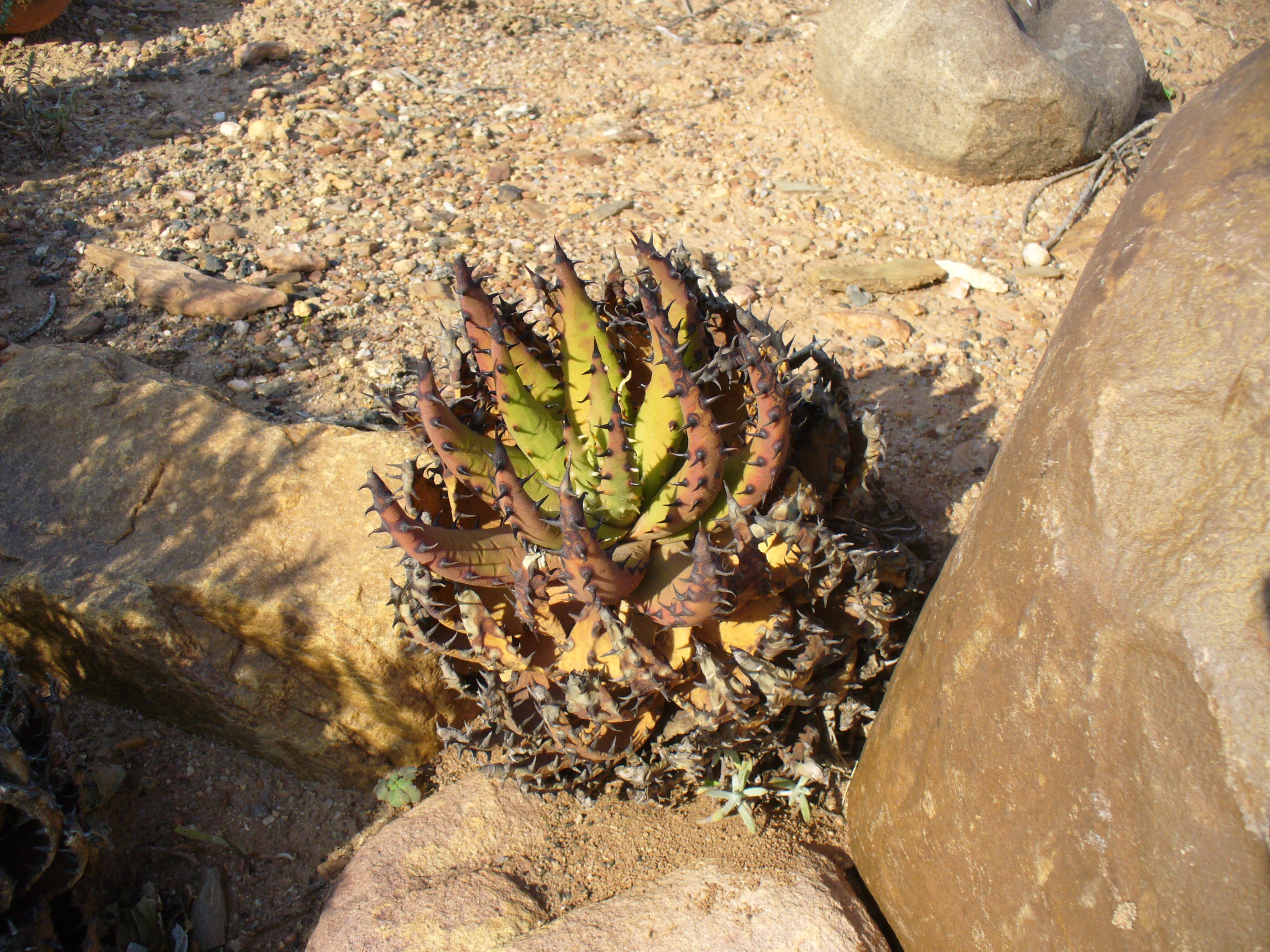
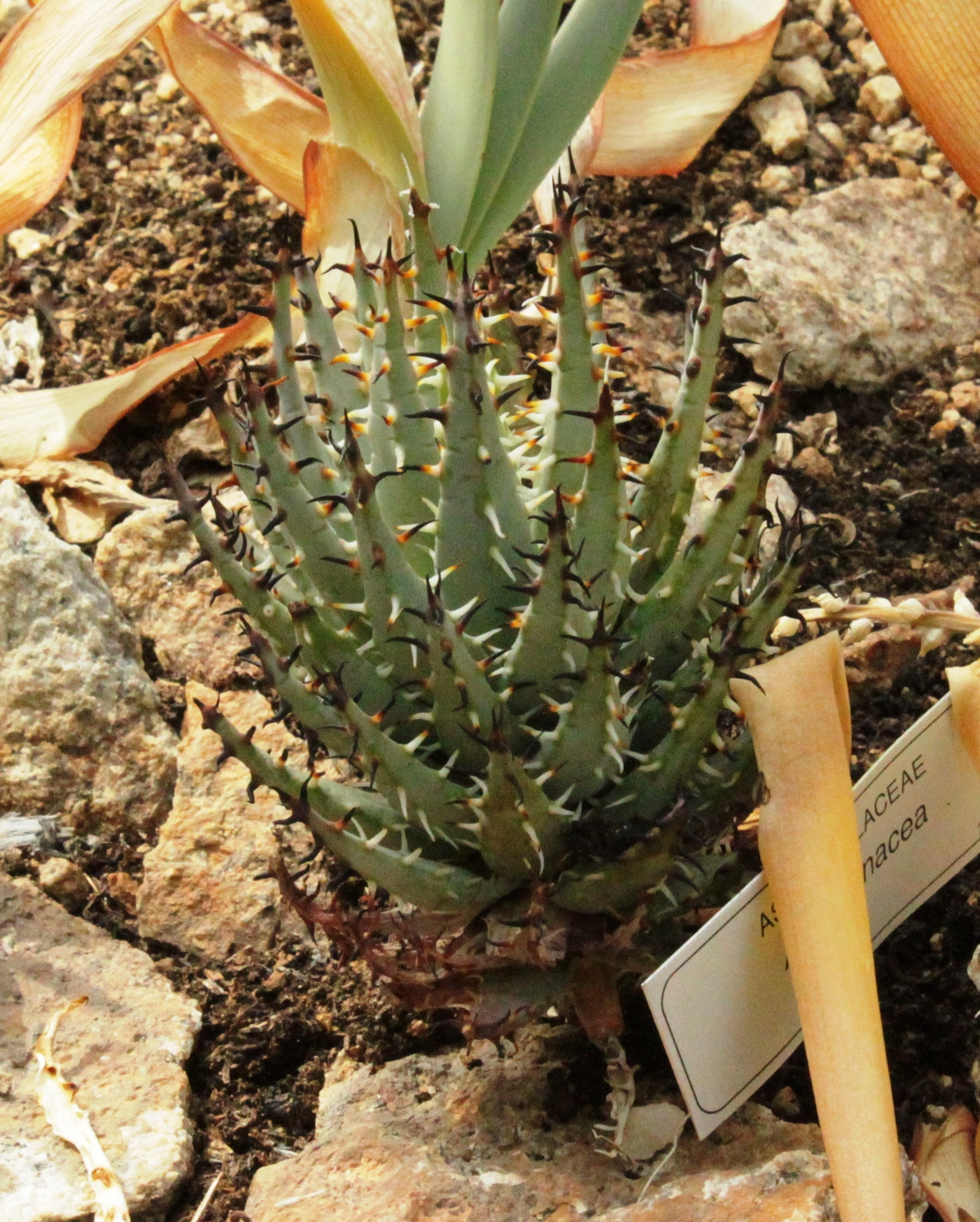
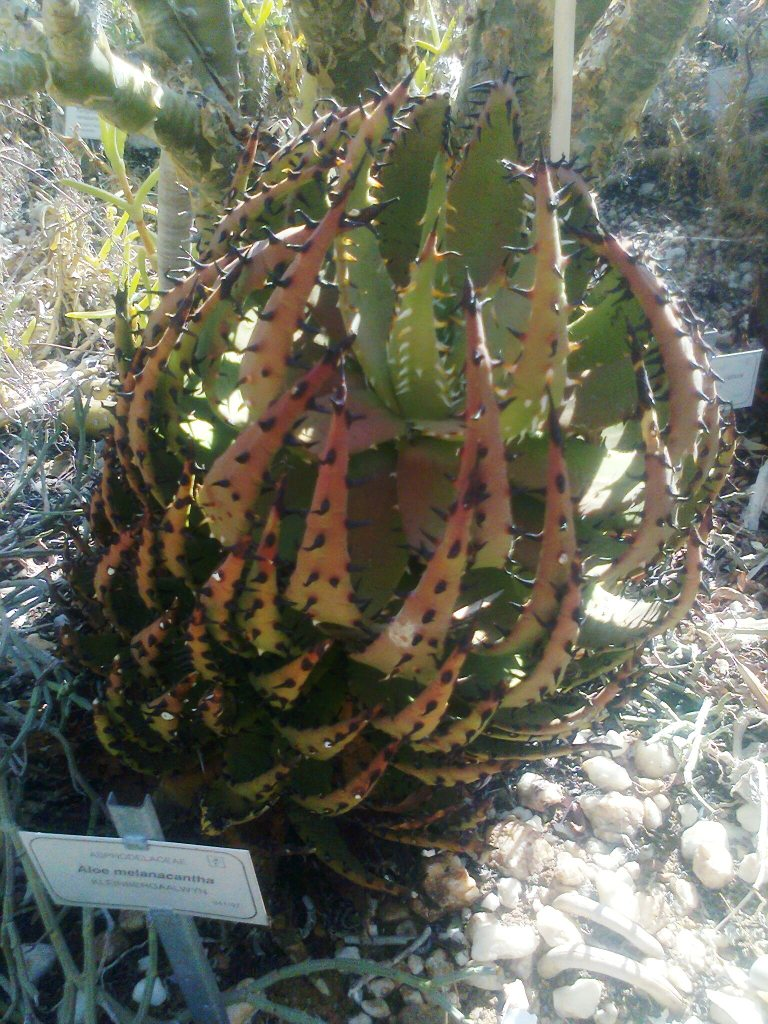